# Portrait d'une princesse d'Este
Le Portrait d'une princesse d'Este est un tableau de Pisanello représentant une jeune femme vue de profil, dont la silhouette se détache sur un fond de fleurs et de papillons. Peint vers 1435-1440, il est conservé à Paris au musée du Louvre.

## Éléments historiques
Le tableau a été acquis vers 1860 par le consul allemand à Paris, Félix Bamberg. Charles Picard le vendit au musée du Louvre en 1893 pour la somme de trente mille francs. Il fut d'abord considéré comme une œuvre de Piero della Francesca. Adolfo Venturi fut le premier, en 1889, à publier le tableau comme une œuvre de Pisanello. Cette attribution fait aujourd'hui l'unanimité.
En 2015, le tableau a été confié au Centre de recherche et de restauration des musées de France (C2RMF). L'œuvre est dans un état de conservation exceptionnel pour un tableau du XVe siècle, mais l'épais vernis teinté du XIXe siècle, avant l'entrée au musée du Louvre,  s'était assombri. Le laboratoire a procédé à l'amincissement modéré  du vernis et a enlevé des repeints anciens. Ces opérations ont permis de montrer la présence d'importants repentir, et ont mis en évidence la carnation diaphane de la princesse qui a été travaillée en couches minces. Le fond sombre des feuillages a été élaboré avec des pâtes épaisses. Le ciel a été peint en dernier avec un subtil dégradé du bleu clair au bleu foncé en utilisant le lapis-lazuli. Déjà Giorgio Vasari louait la beauté et l'intensité de son « azur outremer ».

## Sujet
La vue de profil, propre aux représentations médiévales de figures nobles, est utilisée pour cette figure que l'on identifiera comme une des princesses du temps autant pour le sujet que pour le modèle. Le critique d'art Gustave Geffroy nous la décrit ainsi : « Coiffée en forme d'œuf, les cheveux tirés sous une bandelette, le front bombé et ivoirin, le profil net, comme tracé par le médailleur qu'était Pisanello, la taille placée haut, les manches rouges, la robe blanche, la princesse de la maison d'Este est un singulier et vivant portrait peint sur un fond de fleurs et de papillons. »

## Analyse
La question de l’identité du modèle reste ouverte. Adolfo Venturi, le premier, reconnut le motif brodé sur le tissu recouvrant l'épaule de la jeune femme, un vase à double anse. Il s'agit de l'emblème gravé par Pisanello sur les médailles à l'effigie de Nicolas III d'Este. Il identifia donc le modèle comme une des filles de Nicolas III.  
Parmi les filles de Nicolas III, deux noms reviennent le plus souvent, Lucia d'Este (1419-1437) et Ginevra d'Este (1419-1440). Pour appuyer l'hypothèse de Lucia d'Este, on peut s'appuyer sur la ressemblance entre le modèle du tableau de Pisanello et le portrait de Lucia d'Este dans une miniature présentant chacun des membres de la maison d'Este. Les partisans de Ginevra d'Este rappellent la petite branche de genévrier qui est peinte dans l'encolure de la robe, et qui renverrait à son prénom Ginevra. 
Une troisième hypothèse renvoie à Marguerite Gonzague, épouse de Lionel d'Este, de 1434 à 1440. Le genévrier peut également lui être associé. Elle fit son entrée à Ferrare, dans une allée couverte de genévriers plantés en terre. D'autre part, les couleurs du vêtement du modèle sont celles des Gonzague : le blanc, le rouge, et le vert.
Il paraît probable que le tableau fut commandé à Pisanello à la mort du modèle, qu'il s'agisse de Lucia d'Este, morte en 1437, de Ginevra d'Este, morte en 1440 (la jeune femme, mariée à 14 ans à Sigismondo Malatesta, seigneur de Rimini, aurait été empoisonnée par celui-ci dans le but d'en épouser une autre), ou de Marguerite Gonzague, morte également en 1440. En effet, les ancolies et les œillets sont des symboles de mort et de douleur. De plus, le grec utilise le même mot, Ψυχή  (psyché), pour désigner  les papillons et l'âme.